# タネテ (小惑星)
タネテ (772 Tanete) は小惑星帯の小惑星である。ハイデルベルクのケーニッヒシュトゥール天文台で、ドイツの天文学者アダム・マシンガーが発見した。
インドネシアのスラウェシ島の都市に因んで命名された。